# Víctor Ayala Núñez
Víctor Hugo Ayala Núñez (Eusebio Ayala, 1 de enero de 1988) es un futbolista paraguayo. Juega de mediocentro o lateral derecho y actualmente se encuentra en el Encarnación FC de la Segunda División de Paraguay.

## Trayectoria

### Inicios
Ayala comenzó su carrera en el Sport Colombia de la ciudad de Fernando de la Mora, Paraguay, a una muy temprana edad, debutando en el año 2006 por el equipo, jugando en la Tercera División de Paraguay aquel momento, consiguiendo el año 2007 el ascenso a la Segunda División del país guaraní.

### Libertad
Llegó al equipo gumarelo en 2009 en donde lograría notoriedad unos años después durante la disputa de la Copa Libertadores de América, ediciones de 2011 y 2012 llegando hasta cuartos de final en ambas ocasiones. Previamente, a nivel local conquistó el título de campeón del torneo Clausura 2010.

### Lanús
En julio de 2012 se concretó su traspaso al Club Atlético Lanús de Argentina. Allí participó en la obtención de la Copa Sudamericana 2013.

### Barcelona
Para la temporada 2018 firma por tres temporadas con el Barcelona Sporting Club, el equipo más popular del Ecuador, debutó en la florida cup 2018 en la victoria 3 a 2 frente al Legia, el actual campeón de la Liga Polaca de Fútbol y disputó su primer partido como titular en la misma Florida Cup en la victoria 3 a 1 frente a Fluminense demostrando gran solidez dentro del campo del juego, para así terminar invicto en la competición y obtener el vicecampeonato en este torneo de preparación.

## Selección nacional
Ha sido internacional con la selección de fútbol de Paraguay. El 11 de noviembre de 2011, Ayala disputó su primer encuentro con la camiseta albirroja teniendo una actuación destacada al dar las asistencias para los dos goles con los que su equipo venció a Ecuador por 2:1, en partido válido por las eliminatorias para el Mundial 2014. Fue convocado para la Copa América Centenario para reemplazar al lesionado Néstor Ortigoza. El 7 de junio de 2016 anota su primer gol con la selección en 18 partidos frente a Colombia durante la disputa de este torneo.

### Goles en la Selección
| Goles con la Selección de Paraguay | Goles con la Selección de Paraguay | Goles con la Selección de Paraguay | Goles con la Selección de Paraguay | Goles con la Selección de Paraguay | Goles con la Selección de Paraguay | Goles con la Selección de Paraguay | Goles con la Selección de Paraguay | Goles con la Selección de Paraguay |
| Resultados                         | Resultados                         | Resultados                         | Resultados                         | Lugar                              | Estadio                            | Fecha                              | Tipo                               | Goles                              |
| ---------------------------------- | ---------------------------------- | ---------------------------------- | ---------------------------------- | ---------------------------------- | ---------------------------------- | ---------------------------------- | ---------------------------------- | ---------------------------------- |
| Paraguay                           | 1                                  | 2                                  | Colombia                           | Pasadena                           | Estadio Rose Bowl                  | 7 de junio de 2016                 | Copa América 2016                  | 1 gol                              |

Para un total de 1 gol.

## Clubes
| Club                 | País           | Año       |
| -------------------- | -------------- | --------- |
| Sport Colombia       | Paraguay       | 2006-2007 |
| Rubio Ñu             | Paraguay       | 2007-2008 |
| Libertad             | Paraguay       | 2009-2012 |
| Lanús                | Argentina      | 2012-2016 |
| Al-Nassr             | Arabia Saudita | 2016-2017 |
| Barcelona            | Ecuador        | 2018      |
| Gimnasia (LP)        | Argentina      | 2018-2021 |
| Sol de América       | Paraguay       | 2021      |
| Sportivo Ameliano    | Paraguay       | 2022      |
| Guaireña             | Paraguay       | 2022      |
| Tacuary FC           | Paraguay       | 2023      |
| Deportivo Recoleta   | Paraguay       | 2023      |
| Sportivo San Lorenzo | Paraguay       | 2024      |
| Encarnación FC       | Paraguay       | 2025      |

### Estadísticas
- Actualizado al 5 de octubre de 2019.

| Club                                  | Temporada           | Liga Nacional | Liga Nacional | Copas nacionales | Copas nacionales | Copas internacionales | Copas internacionales | Total    | Total |
| Club                                  | Temporada           | Partidos      | Goles         | Partidos         | Goles            | Partidos              | Goles                 | Partidos | Goles |
| ------------------------------------- | ------------------- | ------------- | ------------- | ---------------- | ---------------- | --------------------- | --------------------- | -------- | ----- |
| Sport Colombia Paraguay               | 2005                | 1             | 1             | -                | -                | -                     | -                     | 1        | 1     |
| Sport Colombia Paraguay               | 2006                | 10            | 2             | -                | -                | -                     | -                     | 10       | 2     |
| Sport Colombia Paraguay               | Total               | 11            | 3             | -                | -                | -                     | -                     | 11       | 3     |
| Rubio Ñu Paraguay                     |                     |               |               | -                | -                | -                     | -                     |          |       |
| Rubio Ñu Paraguay                     |                     |               |               | -                | -                | -                     | -                     |          |       |
| Rubio Ñu Paraguay                     | Total               | 20            | 7             | -                | -                | -                     | -                     | 20       | 7     |
| Libertad Paraguay                     | 2009                | 0             | 0             | -                | -                | 2                     | 0                     | 2        | 0     |
| Libertad Paraguay                     | 2010                | 23            | 1             | -                | -                | 11                    | 2                     | 34       | 3     |
| Libertad Paraguay                     | 2011                | 34            | 2             | -                | -                | 14                    | 2                     | 48       | 4     |
| Libertad Paraguay                     | 2012                | 18            | 1             | -                | -                | 10                    | 0                     | 28       | 1     |
| Libertad Paraguay                     | Total               | 75            | 4             | -                | -                | 37                    | 4                     | 112      | 8     |
| Lanús Argentina                       | 2012/13             | 35            | 4             | 1                | 0                | -                     | -                     | 36       | 4     |
| Lanús Argentina                       | 2013/14             | 30            | 4             | -                | -                | 21                    | 3                     | 51       | 7     |
| Lanús Argentina                       | 2014                | 17            | 4             | 1                | 0                | 5                     | 1                     | 23       | 5     |
| Lanús Argentina                       | 2015                | 31            | 5             | 5                | 1                | 4                     | 0                     | 40       | 6     |
| Lanús Argentina                       | 2016                | 13            | 1             | 1                | 1                | 0                     | 0                     | 14       | 2     |
| Lanús Argentina                       | Total               | 126           | 18            | 8                | 2                | 30                    | 4                     | 164      | 24    |
| Al-Nassr Arabia Saudita               | 2016/17             | 23            | 6             | 4                | 0                | -                     | -                     | 27       | 6     |
| Al-Nassr Arabia Saudita               | Total               | 23            | 6             | 4                | 0                | -                     | -                     | 27       | 6     |
| Barcelona · Ecuador                   | 2018                | 7             | 0             | 0                | 0                | 1                     | 0                     | 8        | 0     |
| Barcelona · Ecuador                   | Total               | 7             | 0             | 0                | 0                | 1                     | 0                     | 8        | 0     |
| Gimnasia y Esgrima La Plata Argentina |                     |               |               |                  |                  |                       |                       |          |       |
| 2018-19                               | 16                  | 1             | 9             | 0                | -                | -                     | 25                    | 1        |       |
| 2019-20                               | 8                   | 2             | 1             | 0                | -                | -                     | 9                     | 2        |       |
| 2020-21                               | -                   | -             | 11            | 1                | -                | -                     | 11                    | 1        |       |
| Total                                 | 24                  | 3             | 21            | 1                | 0                | 0                     | 45                    | 4        |       |
| Total en su carrera                   | Total en su carrera | 286           | 41            | 37               | 3                | 68                    | 8                     | 387      | 53    |

## Palmarés

### Campeonatos nacionales
| Título                        | Club  | País      | Año  |
| ----------------------------- | ----- | --------- | ---- |
| Primera División de Argentina | Lanús | Argentina | 2016 |

### Campeonatos internacionales
| Título            | Club  | País      | Año  |
| ----------------- | ----- | --------- | ---- |
| Copa Sudamericana | Lanús | Argentina | 2013 |